# Tscheppaschlucht - Ferlacher Horn
Tscheppaschlucht - Ferlacher Horn este o arie protejată (arie specială de conservare — SAC, sit de importanță comunitară — SCI) din Austria întinsă pe o suprafață de 554,41 ha, integral pe uscat.

## Localizare
Centrul sitului Tscheppaschlucht - Ferlacher Horn este situat la coordonatele 46°29′33″N 14°18′17″E / 46.4925°N 14.3048°E.

## Înființare
Situl Tscheppaschlucht - Ferlacher Horn a fost declarat sit de importanță comunitară în decembrie 2018 pentru a proteja 3 specii de plante. Situl a fost protejat și ca arie specială de conservare în decembrie 2018.

## Biodiversitate
Situată în ecoregiunea alpină, aria protejată conține 3 habitate naturale: Izvoare petrifiante cu formare de travertin (Cratoneurion), Grohotișuri medio-europene calcaroase, de la nivel colinar și montan, Păduri ilirice de Fagus sylvatica (Aremonio-Fagion).
La baza desemnării sitului se află mai multe specii protejate de  plante (3): Buxbaumia viridis, Campanula zoysii, Mannia triandra.